# CA8
CA8 (do inglês carbonic anhydrase VIII) é um gene humano.
A proteína codificada por este gene foi inicialmente designada como proetína relacionada a anidrase carbónica devido à semelhanças com outros genes conhecidos que codificam anidrases carbónicas. No entanto, o produto génico não possui actividade de anidrase carbónica. O produto génico continua a levar uma designação de anidrase carbónica devido a identidade sequêncial com outros membros da família genética da anidrase carbónica. A ausência de transcrição do gene CA8 no cerebelo de ratos mutantes com defeitos neurológicos sugere um importante papel para esta forma não catalítica.